# Barycholos ternetzi
Barycholos ternetzi é uma espécie de anfíbio da família Craugastoridae. Endêmica do Brasil, onde pode ser encontrada nos estados de Tocantins, Mato Grosso, Distrito Federal, Goiás, Minas Gerais e São Paulo.